# Iglesia de la Madonna dell'Orto
La iglesia de la Madonna dell'Orto se encuentra en Venecia (Véneto, Italia), en el sestiere de Cannaregio.

## Historia

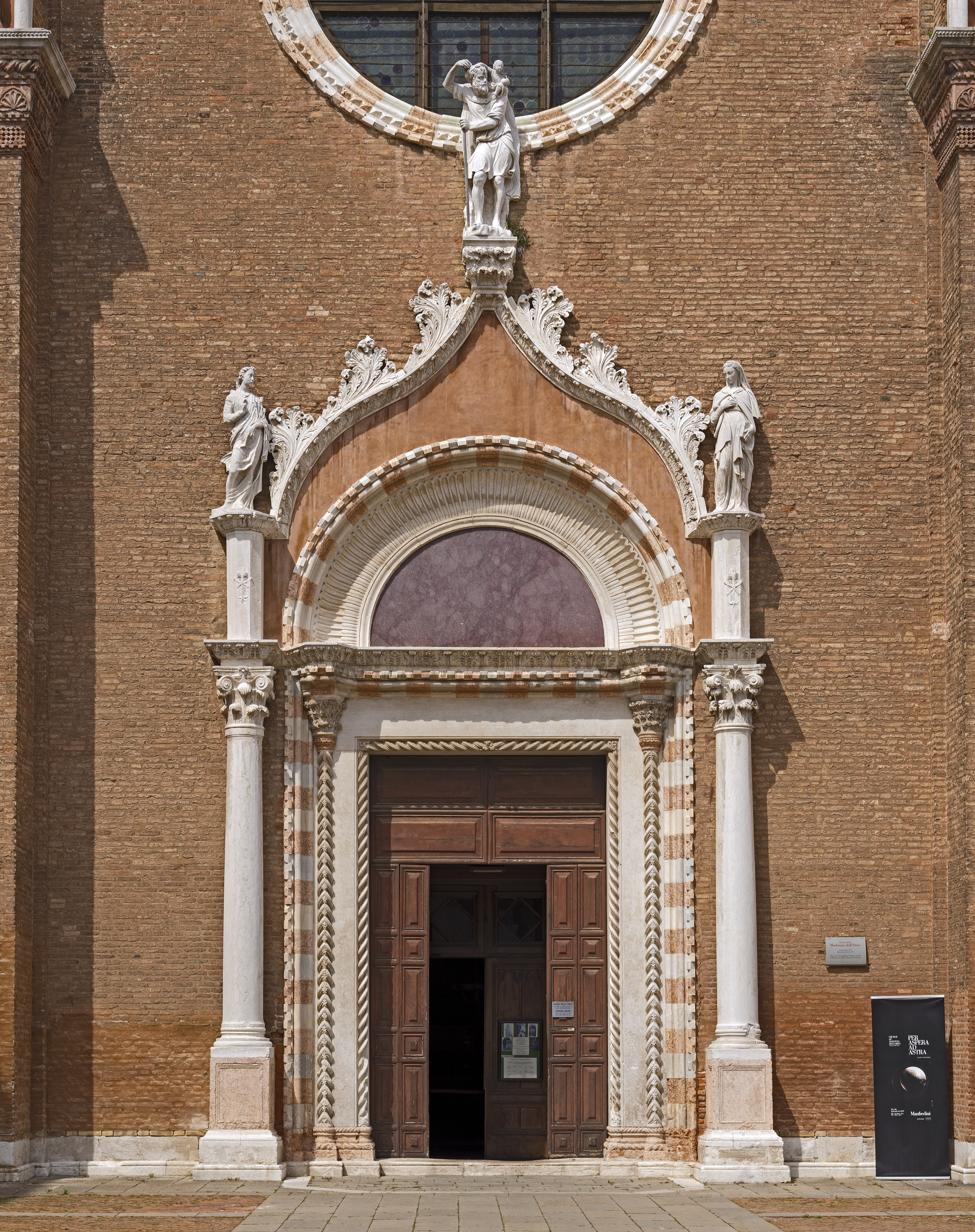
Vista del pórtico.

La iglesia se construyó por los Humiliati a mediados del siglo XIV, con diseño de Tiberio da Parma, quien se encuentra enterrado en el interior. Inicialmente se dedicó a San Cristóbal, santo patrón de los viajeros, «para que protegiera a los barqueros que llevaban pasajeros a las islas de la laguna norte»; pero más tarde se consagró a la Virgen María en el siglo siguiente, cuando, en un huerto (orto en italiano) se encontró una estatua de la Virgen que se decía milagrosa.
La iglesia se alzaba sobre cimientos débiles y en 1399 un proyecto de restauración fue financiado por el Consejo Mayor de la ciudad. Los Humiliati, debido a sus «depravadas costumbres», fueron expulsados en 1462 y la Madonna dell'Orto fue entregada a la congregación de Canónigos Regulares de San Jorge. Esta última fue suprimida en 1668, y al año siguiente la iglesia y el convento anejo fueron entregados a los cistercienses de Lombardía. En 1787 la iglesia pasó a administración pública. En 1841 el gobierno austriaco hizo que la restaurasen. Las obras se acabaron en 1869, cuando Venecia era ya parte del reino unificado de Italia.

## Visión general

### Fachada
La fachada, construida en 1460-1464, tiene lados inclinados y está hecha de ladrillo, dividida en tres partes por dos hileras de pilastras. Las dos secciones laterales tienen cuádruples ventanas con parteluz, mientras que la del centro tiene un gran rosetón. El pórtico está coronado por un arco apuntado con decoraciones en piedra blanca representando, en la cumbre, a San Cristóbal, la Virgen y el Arcángel Gabriel de Nicolò di Giovanni Fiorentino y Antonio Rizzo. Por debajo hay un tímpano, en pórfido, apoyado en pilastras circulares. Todo él se encuentra incluido en un porche con comunas corintias.
La sección central superior está decorada con pequeños arcos y bajorrelieves con motivos geométricos. Los lados superiores tienen en lugar de ello doce nichos cada uno, conteniendo estatuas de los Apóstoles. Otros cinco nichos góticos hay en la sección central, con estatuas del siglo XVIII representando la Prudencia, la caridad, la Fe, la Esperanza y la Templanza, tomados de la iglesia demolida de San Esteban (Santo Stefano).

### Interior
El interior tiene una nave central y dos laterales, con arcos apuntados apoyados en columnas de mármol griego. No hay transepto, mientras que en la parte trasera hay un ábside pentagonal decorado por pinturas de Tintoretto, quien está enterrado aquí pues era feligrés de la iglesia. El órgano sobre la entrada se construyó en 1878, y es uno de los más potentes de Venecia.
La cuarta capilla a la izquierda, la capilla Contarini, tiene destacados frescos: entre ellos hay un San Juan Bautista y otros santos de Cima da Conegliano (h. 1493), y una Santa Inés de Tintoretto. La capilla Valier, renacentista, en el pasado albergó una pequeña Virgen con Niño de Giovanni Bellini (1481), robada en 1993 por tercera vez. Otras obras de Tintoretto en la iglesia son una Presentación en el Templo, La adoración del becerro de oro, Juicio Final y las Cuatro virtudes cardinales, todas de 1562-1564.

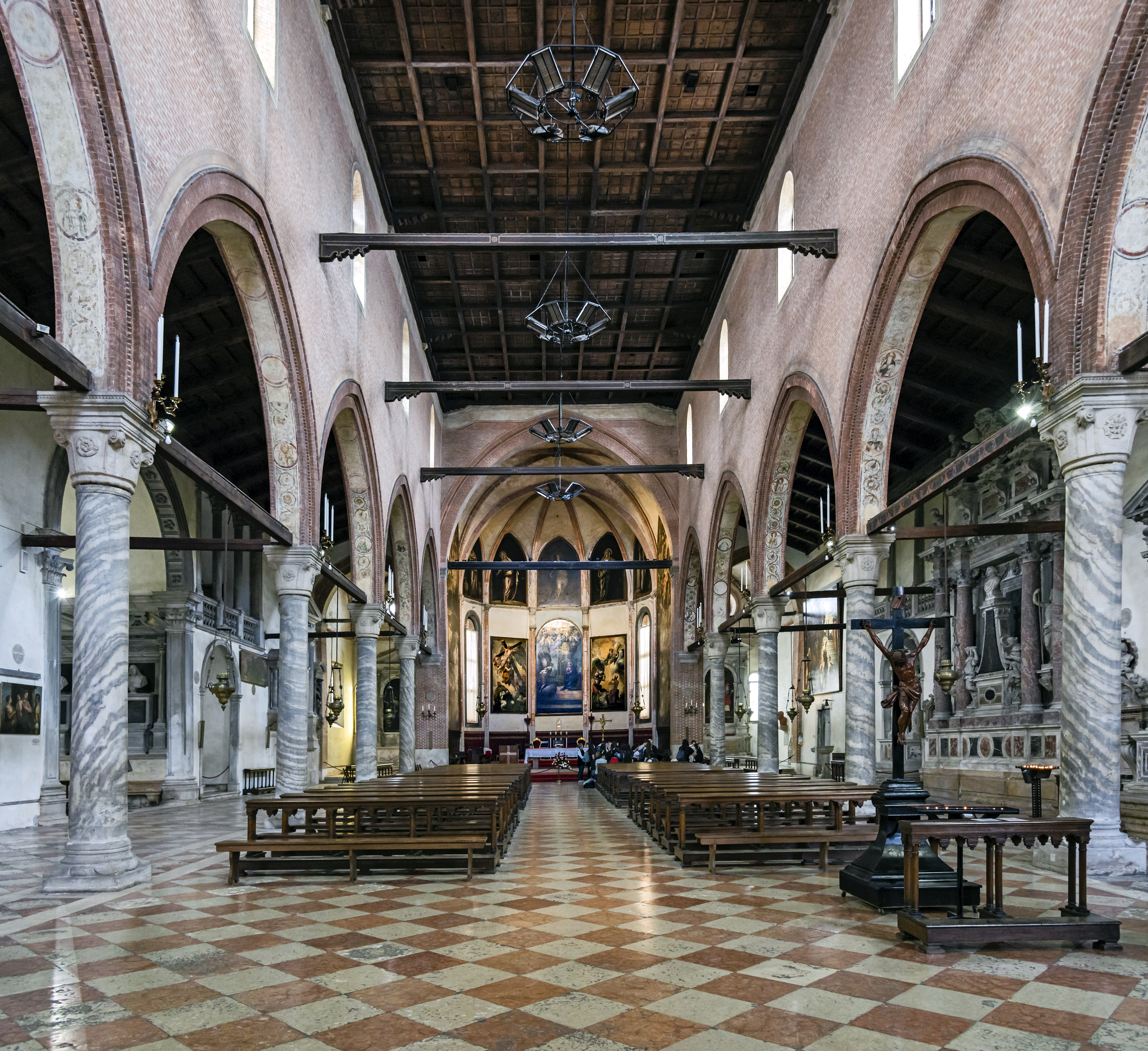
Interior.
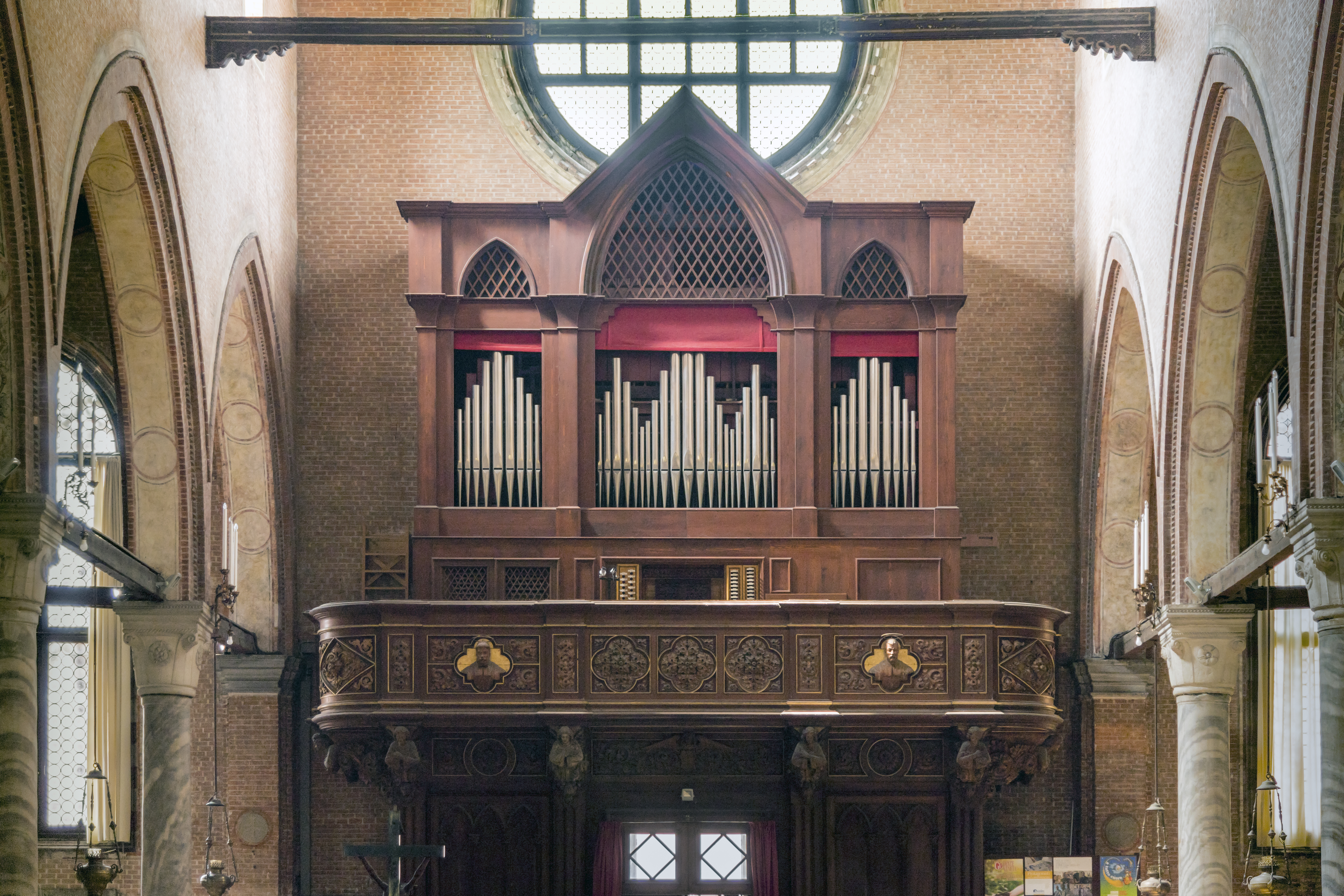
El órgano sobre la entrada.

### Campanario

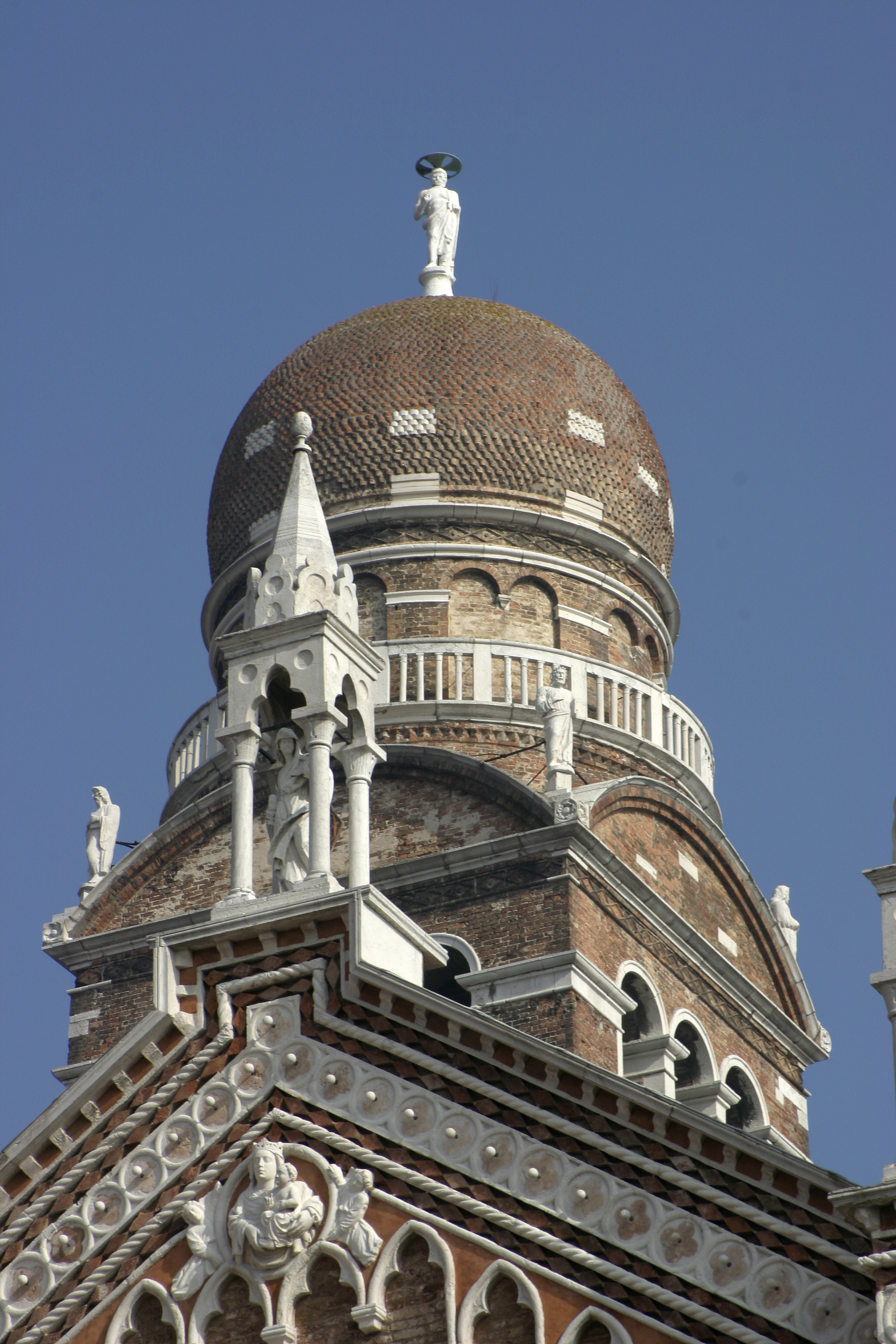
El campanario.

El campanario, en ladrillo, se acabó en 1503. Tiene planta cuadrada, con tirtas de pilastras a los lados que llevan hasta la celda con ventanas circulares con parteluz. Cuatro tímpanos semicirculares dividen la celda del tambor cilíndrico superior con una cúpula de cebolla al estilo oriental.
A los lados están cuatro estatuas de evangelistas de la escuela de Pietro Lombardo; en la cumbre está una estatua del Redentor, en mármol blanco. Las antiguas campanas, la más grande de las cuales era de 1424, fueron reemplazadas en 1883.